# حرف مضي
حرف المضي هو حرف معنى يدل على الفعل الماضي وهو حرف إلصاق يزاد في مفدم أصل الكلمة. ما من حرف مضي في العربية فللفعل الماضي نفس صيغة الأصل ولا زيادة؛ أما حروف المضي في غيرها من اللغات فكما يلي:
| لغة       | حرف المضي | مثال                   | أصل                    |
| --------- | --------- | ---------------------- | ---------------------- |
| إغريقية   | إ- (ε-)   | إلِكسا (ἔλεξα قلت)      | لِجو (λέγω أقول)        |
| سنسكريتية | أ- (अ-)   | أفَدَه (अवदः قلتَ)         | فَدامي (वदामि أقول)       |
| زولوية    | و- (wa-)  | وكلوما (wakhuluma قلت) | أكلوما (ukhuluma أقول) |